# Tenuiphantes sabulosus
Tenuiphantes sabulosus là một loài nhện trong họ Linyphiidae.
Loài này thuộc chi Tenuiphantes. Tenuiphantes sabulosus được Eugen von Keyserling miêu tả năm 1886.